# Gabriela Antunes
Maria Gabriela Cardoso da Silva Antunes (Huambo, 8 de julho de 1937 - Lisboa, 3 de abril de 2004) foi uma escritora angolana.
Estudou em Lisboa, onde graduou-se em filologia germânica em 1960 e fez pós-graduação em pedagogia e didática da língua inglesa. Após a independência de Angola, dedicou-se à literatura infantil, por considerar que essa era uma necessidade da jovem nação. Para desenvolver esse género no país, trabalhou ao lado de Dario de Melo, Octaviano Correia, Rosalina Pombal, Cremilda de Lima e Maria Eugénia no 1.º de Dezembro, suplemento infantil do Jornal de Angola, promovendo uma literatura baseada no conto tradicional angolano.
Foi também professora de jornalismo no Instituto Médio de Economia de Luanda e trabalhou na Secretaria de Estado, hoje Ministério da Cultura. Recebeu em 1999 o prémio Fundação Casa da Cultura de Língua Portuguesa.
Morreu em Lisboa em 3 de abril de 2004 e foi enterrada no Cemitério do Alto das Cruzes.

## Obras
- A Águia, a Rola, as Galinhas e os 50 Lweis (1982)
- Luhuna, o Menino que Não Conhecia Flor-viva (1983)
- Kibala, o Rei Leão (1983)
- A Abelha e o Pássaro (1982)
- O Castigo do Dragão Glutão (1983)
- O João e o Cão (1988)
- Estórias Velhas Roupa Nova (1988)
- Crónicas Apressadas I (2003)[5]